# 35기 기성전 (일본)
35기 기성전(棋聖戦)은 일본 서열1위의 바둑기전으로 현재 예선경기가 진행 중이다. 덤은 6집반이고, 제한시간은 도전기가 각자 8시간에 60초 초읽기 10회이다.

## 대회 일정
| 구분          | 일정                     |
| ------------- | ------------------------ |
| 예선 A, B, C  | 2009년 5월 - 11월        |
| 최종 예선     | 2009년 12월 - 2010년 3월 |
| 본선 리그     | 2010년 6월 - 2010년 10월 |
| 도전자 결정전 | 2010년 11월              |
| 도전기        | 2010년 12월 -            |

## 본선 리그
본선리그는 2개 조로 구성되는데 각조는 전기 본선 조별 성적 상위4명과 최종예선을 거쳐 선발한 2명으로 구성된다. 각조는 풀리그를 통해 1위를 가리고, 각조 1위는 도전자 결정전을 통해서 도전자를 결정한다. 본선경기는 덤 6집반, 제한시간 각자 5시간 초읽기 1분 5회로 진행된다.

### 본선 A조
| 서열 | 기사명        | 왕 | 요다 | 하네 | 타카오 |   |   | 성적 | 순위 |
| 1    | 왕리청        | -  |      |      |        |   |   |      |      |
| 2    | 요다 노리모토 |    | -    |      |        |   |   |      |      |
| 3    | 하네 나오키   |    |      | -    |        |   |   |      |      |
| 4    | 타카오 신지   |    |      |      | -      |   |   |      |      |
| 5    | 선발중        |    |      |      |        | - |   |      |      |
| 5    | 선발중        |    |      |      |        |   | - |      |      |

### 본선 B조
| 서열 | 기사명          | 야마시타 | 아키야마 | 코노 | 이야마 |   |   | 성적 | 순위 |
| 1    | 야마시타 케이고 | -        |          |      |        |   |   |      |      |
| 2    | 아키야마 지로   |          | -        |      |        |   |   |      |      |
| 3    | 코노 린         |          |          | -    |        |   |   |      |      |
| 4    | 이야마 유타     |          |          |      | -      |   |   |      |      |
| 5    | 선발중          |          |          |      |        | - |   |      |      |
| 5    | 선발중          |          |          |      |        |   | - |      |      |